# Vzpoura Heidži
Vzpoura Heidži (japonsky 平治の乱, Heidži no ran, 19. ledna ─ 5. února 1160) byla krátká občanská válka mezi soupeřícími samurajskými rody Taira a Minamoto počátkem roku 1160. Její příčinou byla snaha o vyřešení sporu o politickou moc v Japonsku. Předcházela jí vzpoura Hógen v roce 1156. Vzpoura Heidži je považována za přímý důsledek dřívějšího ozbrojeného sporu. Na rozdíl od vzpoury Hógen, jež byla sporem mezi císaři, v němž příslušníci téhož rodu bojovali na různých stranách, se však v tomto případě jednalo spíš o boj o moc mezi dvěma soupeřícími válečnickými rody. Historici také vzpouru Heidži považují za předzvěst širšího konfliktu, Genpeiské války.

## Souvislost
Po vzpouře Hógen, během níž se bývalý císař Sutoku pokusil uchvátit moc a dosadit na Chryzantémový trůn svého syna, prince Šigehita (重仁親王, 1140–1162), vládl císař Go-Širakawa pouze 3 roky, než 5. září 1158 odstoupil z trůnu z trůnu ve prospěch svého syna Morihita (守仁親王), jenž vešel později ve známost jako císař Nidžó. Princ Morihito krátce nato usedl na japonský trůn (sokui).
I poté, co byl princ Morihito (císař Nidžó) formálně uveden na trůn, zůstávala správa veškerých záležitostí díky systému klášterního císařství (insei) i nadále zcela v rukou bývalého císaře Go-Širakawy. V tomto období se jako vůdčí a vzájemně soupeřící poradci objevili Nobujori Fudžiwara a Mičinori Fudžiwara (Šinzei), přičemž Mičinori se těšil větší císařské přízni. Navíc zatímco Tairové i přeživší Minamotové pomohli císaři Go-Širakawovi, aby si udržel moc, Minamotové cítili, že Tairové jsou díky vlivu Mičinoriho Fudžiwary ve větší oblibě u dvora. Rozčilovaly je rovněž nařízené popravy těch příslušníků jejich rodu, kteří byli věrní bývalému císaři Sutokuovi, zejména poprava Tamejošiho Minamota.
Koncem roku 1159 se hlava rodu Taira Kijomori Taira vydal z hlavního města Heian-kjó se svou rodinou na soukromou náboženskou pouť. Jeho nepřítomnost nabídla ctižádostivému Nobujorimu Fudžiwarovi a jeho spojencům z rodu Minamoto ideální příležitost k vyvolání vzpoury. Stalo se tak 19. ledna 1160.

## Průběh

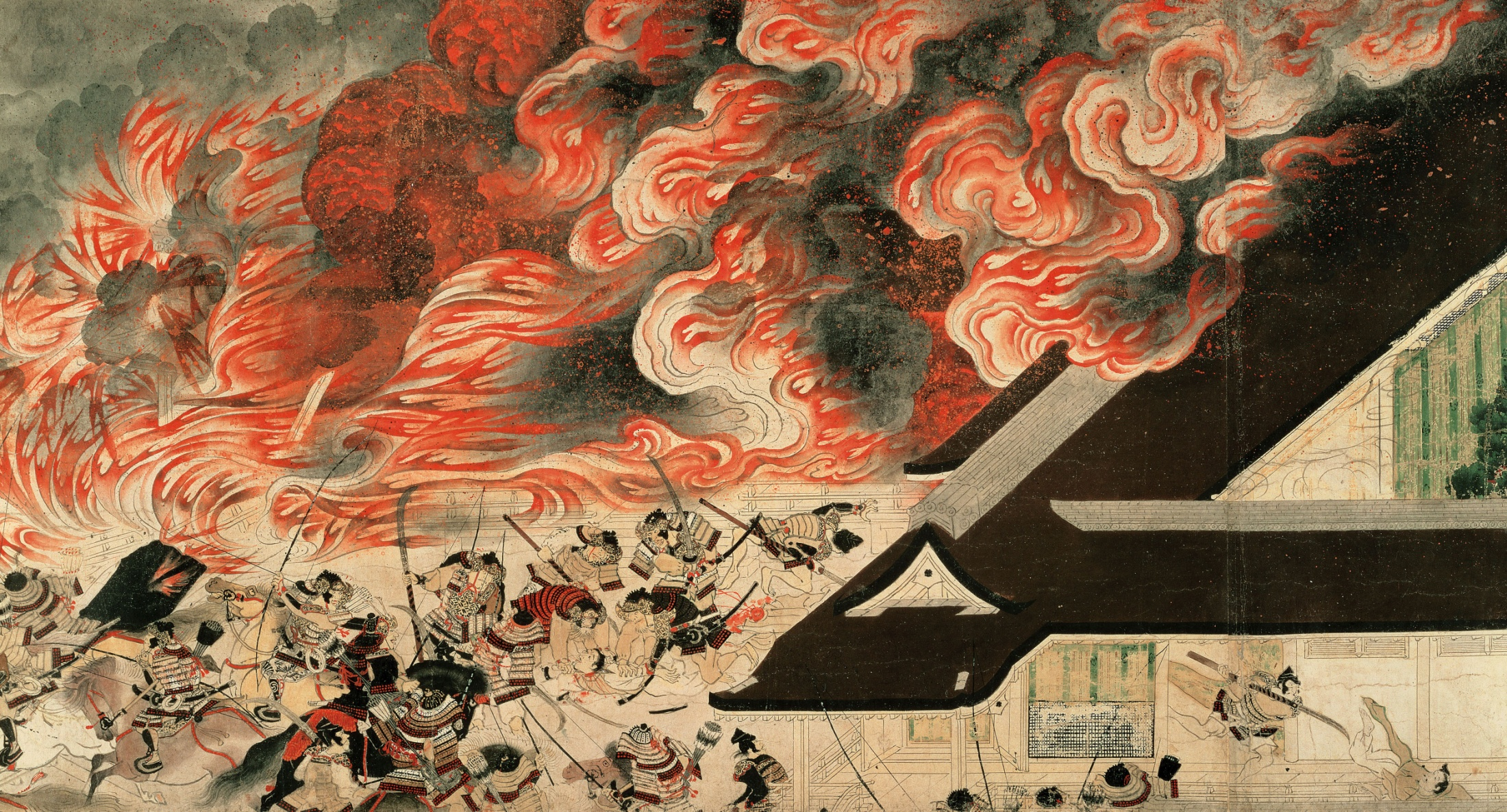
Noční útok na palác Sandžó (detail svitku)

Vzpoura začala 19. ledna 1160 nočním útokem na palác Sandžó, v němž sídlil bývalý císař Go-Širakawa. Při tomto útoku unesli Nobujori Fudžiwara a jeho minamotští spojenci bývalého císaře a palác zapálili. Go-Širakawu pak uvěznili spolu s jeho synem a stávajícím císařem Nidžóem. Poté zaútočili na sídlo Mičinoriho Fudžiwary, rovněž ho zapálili a pobili všechny, kdo byli uvnitř. Mičinorimu Fudžiwarovi se sice podařilo uprchnout, ale byl záhy nalezen, jak se skrývá, načež byl bez milosti sťat. Nobujori Fudžiwara donutil císaře Nidžóa, aby jej jmenoval ministrem a generálem císařské gardy. Učinil tak důležité kroky k dalšímu růstu své politické moci.
Jošitomo Minamoto a Nobujori Fudžiwara přesunuli unesené císaře Go-Širakawu a Nidžóa do císařského paláce, kde na ně uvalili domácí vězení. Nobujori Fudžiwara se nechal prohlásit za císařského kancléře. Jeho politicko-mocenské plány se počaly naplňovat.
Špatné zprávy se záhy donesly ke Kijomorimu Tairovi, načež se vůdce rodu Taira rozhodl pro urychlený návrat do hlavního města. Minamotové, kteří nebyli dobrými vojenskými taktiky, neočekávali jeho brzký návrat a nebyli připraveni bránit proti němu město, takže váhali a neučinili včas patřičné kroky.
Kijomori Taira učinil Nobujorimu Fudžiwarovi několik mírových návrhů, byla to však lest. Zatímco Nobujori Fudžiwara ztratil ostražitost, oběma uvězněným císařům se podařilo uprchnout a přidat se ke Kijomorimu Tairovi. Vůdce rodu Taira obdržel od císaře povolení k útoku na Jošitoma Minamota a Nobujoriho Fudžiwaru. Jeho nejstarší syn Šigemori zaútočil v čele 3000 jezdců na císařský palác, kde se skrývali Jošitomo Minamoto a Nobujori Fudžiwara. Fudžiwara okamžitě utekl, ale Jošitomův nejstarší syn Jošihira se bránil, takže se strhla zuřivá bitva, během níž udatně bojující Jošihira Minamoto pronásledoval Šigemoriho Tairu po císařském paláci.
Po čase se tairští útočníci dali na organizovaný ústup. Minamotští obránci je začali pronásledovat a přitom opustili palác. Byla to však past. Kijomoriho záloha vzápětí obsadila císařský palác a odřízla tak minamotským bojovníkům zpáteční cestu do bezpečí paláce. Obě vojska se opětovně střetla poté, co minamotské síly zaútočily na sídlo Kijomoriho Tairy ve čtvrti Rokuhara. Strhla se nelítostná bitva, v níž Tairové přinutili Minamoty k neuspořádanému ústupu.

## Závěr
Kijomori Taira nakonec Jošitoma Minamota porazil. Jošitomo byl na útěku z Heian-kjó zrazen a zavražděn svým poddaným v provincii Owari. Jeho synové Tomonaga a Jošihira se rovněž stali oběťmi této války. Jeho tři mladší synové Joritomo (tehdy pouze 13letý, o 25 let později zakladatel a první šógun Kamakurského šógunátu), Norijori a Jošicune zůstali ušetřeni, vítězný Kijomori Taira je však poslal do vyhnanství. Ani spojenec Jošitoma Minamota Nobujori Fudžiwara neušel popravě.
Poté co Kijomori Taira vypověděl tři syny Jošitoma Minamota do vyhnanství, zmocnil se majetku Minamotů a nakonec stál u zrodu první ze čtyř samurajských vlád v dějinách feudálního Japonska.

### Odkaz
Vzpoura Heidži dál oslabila císařskou autoritu, když moc přešla do rukou samurajského rodu Taira. Vláda Kijomoriho Tairy vedla k otevřenému nepřátelství mezi rody Minamoto a Taira. Kombinace tohoto nepřátelství a znechucení císaře Go-Širakawy s Kijomoriho vládou vedly posléze ke Genpeiské válce, která skončila rozhodující porážkou rodu Taira v bitvě u Dannoury v roce 1185.
Vojenský epos z období Kamakura Příběh vzpoury Heidži vypráví o hrdinských činech samurajů, kteří se zúčastnili povstání Heidži. Spolu s Příběhem vzpoury Hógen a s Příběhem rodu Taira popisují tyto vojenské příběhy neboli gunki monogatari vzestup a pád samurajských rodů Minamoto a Taira.